# Neotomizmus

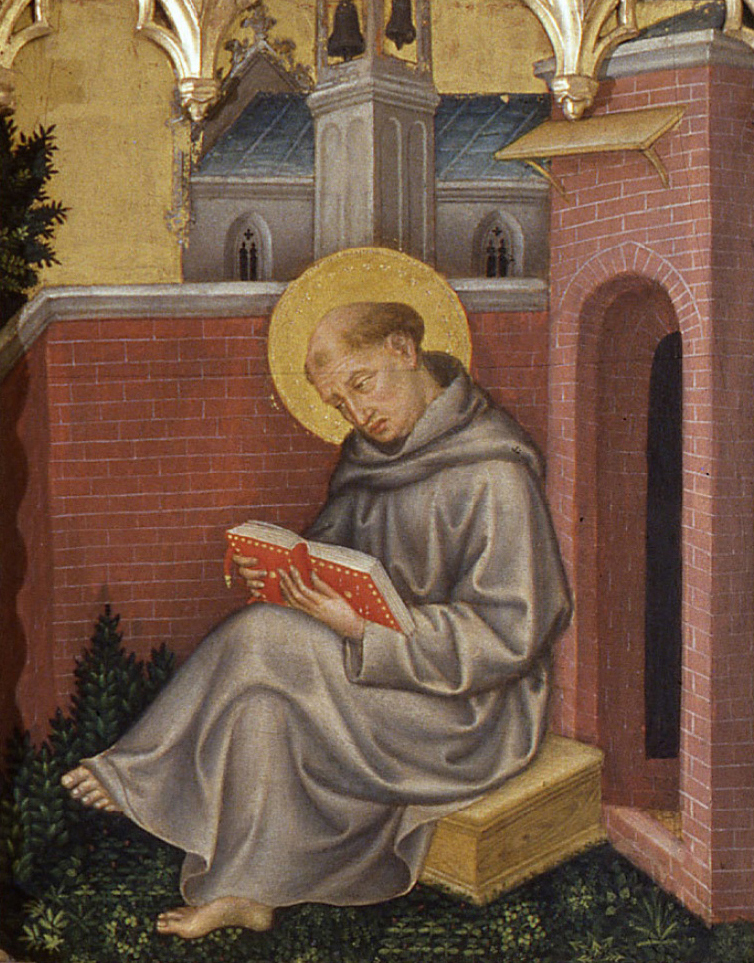
Aquinói Szent Tamás

A neotomizmus vagy másképp újtomizmus a tomizmusnak a katolikus teológia és filozófia összes tanításában kötelezővé tett megújítása. Újskolasztikus tomizmus néven is ismerik. A katolicizmus hivatalos filozófiája 1879-től 1962-ig.
Ez az irányzat Aquinói Tamás középkori rendszerét újította fel és fejlesztette szervesen tovább a korszerű követelményeknek megfelelően. Fő célkitűzése a vallás egyre erősödő válságának, a szekularizációnak megszüntetése.
Az erre vonatkozó pápai felszólítás az Aeterni Patris kezdetű enciklikával XIII. Leótól származik, 1879. augusztus 4-i keltezésű. Ezt X. Piusz pápa a Motu proprio kezdetű, 1910. szeptember 1-jén kelt pásztorlevelében, majd XI. Pius a Constitutio Apostolicában 1931. május 24-én megismételte.
XIII. Leó enciklikája és más hasonló szellemű pápai rendelkezések nyomán egymás után születtek meg a neotomizmus központjai azzal a céllal, hogy a modem követelményeknek megfelelőbb köntösbe öltöztessék és a támadásokkal szemben megvédjék a katolikus világnézet alapelveit.  

## Irányzatai
A neotomizmuson belül a legbefolyásosabb mozgalom az úgynevezett egzisztenciális tomizmus, amelynek Étienne Gilson volt a legjelentősebb képviselője. 
A neotomizmus minden irányzata realistának vallja magát, azaz elismeri az emberi tudattól független világ és ezzel Isten létezését és annak megismerhetőségét, eltérnek azonban abban, ahogyan a realizmus alapjait feltárják, az ismeretek bizonyosságát megalapozzák. 
A magyarországi neotomisták közül a közvetlen realizmus álláspontját a leghatározottabban Horváth Sándor képviselte Aquinói Tamásra hivatkozva, aki az értelmi apriorizmus minden fajtáját elutasította. 
Ezzel szemben a kritikai realizmus képviselői tagadják azt, hogy már a filozófiai eszmélődés kezdetén nyilvánvaló volna, hogy az emberi értelem képes a megismerésre, hiszen egy képesség valójában csak működésében ismerhető meg. Ahhoz, hogy az ember a világot megismerhesse, az igazság megismerésére képes értelemre van szüksége, de nem kell szükségképpen tudnia, hogy ilyen értelemmel rendelkezik. Éppen ezt kell igazolnia a kutatás (a filozófia) kezdetén. A kritikai realizmus tehát abból indul ki, hogy az első bizonyosság a gondolkodás bizonyossága, ezért csak innen, a szubjektum világából juthat el az ember az objektív külvilághoz.
A kritikai realizmusból nőtt ki a transzcendentális neotomizmus, amely azonban csak a II. világháború után vált átütő erejűvé, majd úgyszólván egyeduralkodóvá a katolikus filozófiában. 

## Fő képviselői
A neotomizmus fő képviselői:
- Franciaország: Jacques Maritain, É. Gilson, J.-E. Nicolas, E. Falk, M.-D. Chenu
- Németország: F. Wetter, M. Grubman, D. Berger, Karl Rahner, I. Lotz,
- Lengyelország: J. Bochenski, K. Wojtyła
- Belgium: D. Mercier, J. Maréchal, M. de Wulf
- Olaszország: D. Capelo

Egyik fő központja a Leuveni Katolikus Egyetem.